# MFM코리아
MFM코리아(영어: MFM Korea)는 대한민국의 의류 OEM 및 ODM 제조 기업이다
주요 거래업체로는 탑스펜서, 캘리포니아 골드, 딜러드스, Forever21, TJ Maxx, JCPenney, 아마존, 코스트코 등이 있으며 베트남, 과테말라, 멕시코, 미국 등에서 제품을 생산한다.

## 논란
2024년, 한국거래소는 28일 엠에프엠코리아에 공시 불이행을 이유로 불성실공시법인으로 지정한 적이 있었다.

### 내용주
1. ↑  신한제5호기업인수목적의 설립일